# Leões da Vila Padre Anchieta
O Grêmio Recreativo Escola de Samba Leões da Vila Padre Anchieta é uma escola de samba de Campinas.
Foi criada em 1997 por um grupo de moradores da Vila Padre Anchieta, com a intenção de promover a integração entre os moradores e criar uma escola de samba à altura das tradições do bairro, que desde seu início é conhecido por ter sambistas considerados de grande qualidade.
A agremiação desenvolve, além do samba, importantes ações na área social junto a famílias da Vila Padre Anchieta. A Leões também procura atuar junto às escolas do bairro e demais instituições, entre elas a ONG de Circo-Social LONA DAS ARTES, sempre promovendo atividades de integração entre os moradores.

## História
A Leões da Vila Padre Anchieta foi campeã em 2001, quando subiu para o Grupo Especial. Neste grupo foi campeã duas vezes, em 2003 e 2004, ficando em segundo lugar em 2006, e vencendo os Carnavais de 2007, 2008 e 2009.
Em 2010, alegando não ter recebido a verba da Prefeitura no tempo certo, a escola decidiu participar do Carnaval de Paulínia, abandonando a disputa de sua cidade.
De volta no ano seguinte, foi apenas a quinta colocada. Nesse ano, a agremiação perdeu ainda seu presidente, Aparecido Silva, o Cidinho. n Em Paulínia, desfilou sem caráter competitivo com a Leões do Monte Alegre, escola local.
Em 2011, abordou o chocolate como tema de seu desfile, citando a Nestlé na letra do samba-enredo, que também homenageou o ex-presidente falecido no ano anterior.
Com o tema do nordeste brasileiro, vence o Carnaval 2014 de Campinas.
Em 2015, fatura o bicampeonato consecutivo, quando empatou com a Rosas de Prata, mas levou no quesito bateria. A escola campeã desfilou com o tema "A cura pela mão do homem".

## Carnavais
A Escola foi campeã do Grupo Especial de Campinas em 2003, 2004, 2007, 2008, 2009, 2014 e 2015, além do título do grupo especial em 2001.
| Ano  | Colocação     | Grupo                | Enredo                     | Carnavalesco                                                          |
| ---- | ------------- | -------------------- | -------------------------- | --------------------------------------------------------------------- |
| 2007 | Campeã        | Especial             |                            |                                                                       |
| 2008 | Campeã        | Especial             |                            |                                                                       |
| 2009 | Campeã        | Especial             |                            | Comissão de Carnaval (Lulu Samba, Neto, Silvana e Jorge Luis Marques) |
| 2010 | Hour-concours | Carnaval de Paulínia |                            |                                                                       |
| 2011 | 5º lugar      | Especial             | Chocolate, o sabor do amor |                                                                       |
| 2012 | -             | -                    |                            |                                                                       |
| 2013 | -             | -                    |                            |                                                                       |
| 2014 | Campeã        | Especial             |                            |                                                                       |
| 2015 | Campeã        | Especial             | A cura pela mão do homem   |                                                                       |